# 1927年ウィンブルドン選手権
1927年 ウィンブルドン選手権（1927ねんウィンブルドンせんしゅけん、The Championships, Wimbledon 1927）に関する記事。イギリス・ロンドン郊外にある「オールイングランド・ローンテニス・アンド・クローケー・クラブ」にて開催。

## 大会の流れ
- 本年度から、男女シングルスで「メリット・シーディング」（Merit seeding）が実施され、シード選手の順位が正式に記録されるようになった。メリット・シーディングとは、現在行われているような、出場選手の実力・実績にしたがってシード順位を決定する方法である。前年まで実施された「ナショナル・シーディング」（National seeding）のように、出場選手の国籍には左右されない。

## シード選手

### 男子シングルス
1. ルネ・ラコステ　（ベスト4）
2. ビル・チルデン　（ベスト4）
3. ジャン・ボロトラ　（準優勝）
4. アンリ・コシェ　（初優勝）
5. 原田武一　（1回戦）
6. ルイス・レイモンド　（2回戦）
7. ジャック・ブルニョン　（ベスト8）
8. ヤン・コジェルフ　（ベスト8）

### 女子シングルス
1. ヘレン・ウィルス　（初優勝）
2. キティ・ゴッドフリー　（ベスト8）
3. コルネリア・ボウマン　（4回戦）
4. リリ・デ・アルバレス　（準優勝）
5. エリザベス・ライアン　（ベスト4）
6. モーラ・マロリー　（3回戦）
7. ボビー・ハイネ（英語版）　（3回戦）
8. アイリーン・ピーコック（英語版）　（ベスト8）

## 大会経過

### 男子シングルス
準々決勝
- ルネ・ラコステ vs.  ヤン・コジェルフ　6-4, 6-3, 6-4
- ジャン・ボロトラ vs.  ヘンドリク・ティマー　6-1, 3-6, 6-3, 6-0
- アンリ・コシェ vs.  フランシス・ハンター　3-6, 3-6, 6-2, 6-2, 6-3
- ビル・チルデン vs.  ジャック・ブルニョン　6-3, 6-1, 3-6, 7-5

準決勝
- ジャン・ボロトラ vs.  ルネ・ラコステ　6-4, 6-3, 1-6, 1-6, 6-2
- アンリ・コシェ vs.  ビル・チルデン　2-6, 4-6, 7-5, 6-4, 6-3

### 女子シングルス
準々決勝
- ヘレン・ウィルス vs.  アイリーン・ピーコック　6-3, 6-1
- ジョーン・フライ vs.  ベティ・ナットール　1-6, 6-3, 6-4
- リリ・デ・アルバレス vs.  フィービ・ワトソン　6-3, 3-6, 8-6
- エリザベス・ライアン vs.  キティ・ゴッドフリー　3-6, 6-4, 6-4

準決勝
- ヘレン・ウィルス vs.  ジョーン・フライ　6-3, 6-1
- リリ・デ・アルバレス vs.  エリザベス・ライアン　2-6, 6-0, 6-4

## 決勝戦の結果
男子シングルス
- アンリ・コシェ vs.  ジャン・ボロトラ　4-6, 4-6, 6-3, 6-4, 7-5

女子シングルス
- ヘレン・ウィルス vs.  リリ・デ・アルバレス　6-2, 6-4

男子ダブルス
- ビル・チルデン＆ フランシス・ハンター vs.  アンリ・コシェ＆ ジャック・ブルニョン　1-6, 4-6, 8-6, 6-3, 6-4

女子ダブルス
- ヘレン・ウィルス＆ エリザベス・ライアン vs.  ボビー・ハイネ＆ アイリーン・ピーコック　6-3, 6-2

混合ダブルス
- フランシス・ハンター＆ エリザベス・ライアン vs.  レスリー・ゴッドフリー＆ キティ・ゴッドフリー　8-6, 6-0